# Israelitische Gemeinde-Zeitung
Die Israelitische Gemeinde-Zeitung war eine deutschsprachige jüdische Zeitung, die von 1872 bis 1901 in Prag in Österreich-Ungarn erschienen ist. Das vom Verleger Jakob B. Brandeis, der auch die jüdisch ausgerichtete Zeitung Die Gegenwart (1867–1870) und andere Periodika publiziert hatte, seit 1885 herausgegebene Blatt informierte über lokale und regionale als auch nationale und internationale Nachrichten zu Juden und jüdischen Gemeinden. Ein Schwerpunkt lag auf der Religions- und Gleichstellungsfrage, was Anlass gab zur häufigen Diskussion antisemitischer Vorfälle. Die Gemeindezeitung veröffentlichte in ihrem Feuilleton aber auch zahlreiche literarische Beiträge und räumte viel Platz für Vereinsnachrichten ein. Aus finanziellen Gründen musste Brandeis, der das mangelnde Interesse der deutschsprachigen Juden in Böhmen an der jüdischen Presse beklagte, die Zeitung zum Jahresende 1901 einstellen.

„Gäbe es keine Juden, so müssten wir Juden schaffen", von dieser Ansicht scheinen die Antisemiten auszugehen, wenn es gilt, die Oeffentlichkeit von ihren Sünden abzulenken, an ihre Corruption nicht glauben zu machen und ihre Feigheit zu verdrücken. In Conflicten mit Nichtjuden, deren Physiognomien ihnen nicht arisch, deren Namen ihrem Wortklange nach ihnen semitisch zu sein scheinen, bringen sie es sofort fertig, sie zu Juden zu stempeln. Ohne erst zu prüfen, sich zu überzeugen, ohne in das Geburtsregister sich einen Einblick zu verschaffen, oder auf den Stammbaum zurückzugreifen, wird, wenn es der Zweck der Antisemiten erfordert, der Jude erfunden und auf dessen Kerbholz alles geschrieben. Wehe dem Arier, dessen Nase sich durch einen gewissen Schwung auszeichnet, oder dessen Name alttestamentarisch (...) klingt!“